# Lunetta Savino
Lunetta Savino (Bari, 2 novembre 1957) è un'attrice italiana.
Attiva nel campo teatrale, cinematografico e televisivo, è divenuta nota al grande pubblico per il ruolo di Cettina Gargiulo in Un medico in famiglia. Nel corso della sua carriera ha ottenuto diversi premi e riconoscimenti, tra cui due candidature ai David di Donatello e vincendo due Nastri d'argento, un Nastro d'argento - Grandi Serie e due Premio Flaiano.

## Biografia
I suoi genitori, Gino Savino e Gigliola De Donato, sono stati entrambi docenti. Il padre di storia e filosofia, e la madre di letteratura italiana moderna e contemporanea.
Dopo aver frequentato il liceo scientifico, si laurea al DAMS dell'Università di Bologna, e, in seguito, consegue il diploma presso la Scuola di teatro Alessandra Galante Garrone di Bologna. Debutta a teatro nel 1981 con Macbeth e l'anno successivo esordisce al cinema con Grog diretto da Francesco Laudadio. Molto importanti per la sua carriera sono le partecipazioni a Il mercante di Venezia nel 1984, Sorelle Materassi (dal romanzo omonimo di Aldo Palazzeschi) nel 1988, e Medea nel 1994. Nel 1995 debutta a Roma al Teatro dell'Orologio con Prova orale per membri esterni, nel quale interpreta una professoressa di sesso orale. Scritto e diretto da Claudio Grimaldi, lo spettacolo si replicherà con successo di pubblico per sei stagioni teatrali in varie città d'Italia.
L'attrice è molto conosciuta al pubblico televisivo italiano dal 1998, quando ha avuto il ruolo di Cettina Gargiulo in Un medico in famiglia. Nel 2007 debutta con Casa di bambola - L'altra Nora tratto da Henrik Ibsen, scritto e diretto da Leo Muscato: lo spettacolo replicherà oltre 150 volte fino a marzo 2009 in molti teatri italiani. Parallelamente alle ultime stagioni de Un medico in famiglia, ha recitato nella fortunata serie di Canale 5, Il bello delle donne, dove ha interpretato il ruolo di Agnese Borsi.
Nel 2006 insieme a Massimo Ghini è protagonista della fiction Raccontami, con la regia di Riccardo Donna e Tiziana Aristarco. Del 2007 è la fiction Il figlio della luna, andato in onda su Rai Uno il 22 febbraio 2007 con un alto indice di ascolto, in cui interpreta il ruolo di Lucia, vera madre-coraggio siciliana di Fulvio Frisone, affetto da tetraplegia spastica distonica, ora quarantenne fisico nucleare. Nel 2009 il personaggio di Cettina è presente nella serie Un medico in famiglia.
La carriera cinematografica di Lunetta Savino conta molte presenze importanti. Fra le sue interpretazioni: Mi manda Picone di Nanni Loy del 1983, Cucciolo (1998), Matrimoni (1998), Liberate i pesci! (1999), Se fossi in te (2001), W la scimmia (2002), Amore con la S maiuscola nel 2002, Mai + come prima (2005), Saturno contro (2007) e Mine vaganti (2010) di Ferzan Özpetek. Ritornerà su Rai 1 dopo 5 anni dall'ultima apparizione in Un medico in famiglia recitando in Fuoriclasse 3 in cui sarà la sorella della protagonista Isa Passamaglia, interpretata da Luciana Littizzetto.
Nel 2014 gira il film-tv Pietro Mennea - La freccia del Sud, dove interpreta Vincenzina Mennea. Nel 2015 vince il Premio Flaiano come migliore interprete femminile per questa miniserie TV. Sempre nel 2014 compare nella serie tv Il candidato - Zucca presidente, nel ruolo di Bianca De Mojana. La serie viene trasmessa all'interno del programma Ballarò, a partire da settembre 2014.
Appare sul piccolo schermo nell'autunno 2015 nel fiction di Rai 1, È arrivata la felicità, targata Publispei, fiction in cui viene riconfermata per la seconda stagione in onda su Rai 1 nel 2018. A settembre gira il film TV di Rai 1 Felicia Impastato, come protagonista nel ruolo della madre di Peppino Impastato, in onda nel maggio 2016, e che le fa ottenere le lodi della critica.
Da aprile 2019 conduce in seconda serata su Rai 3 il programma Todo cambia, con l'obiettivo di raccontare le storie di persone che hanno dato una svolta alla propria vita.
Dal 2021 partecipa al cast della serie televisiva poliziesca Le indagini di Lolita Lobosco, interpretando il ruolo di Nunzia, madre della protagonista Lolita.
Dal 2022 è coprotagonista assieme a Barbora Bobulova della serie TV Studio Battaglia, nel ruolo di una battagliera avvocata divorzista milanese. Nel 2024 è protagonista della serie Libera su Rai 1.

## Politica
Ha partecipato ad alcune iniziative del centrosinistra, e a una manifestazione contro Silvio Berlusconi.

## Filmografia

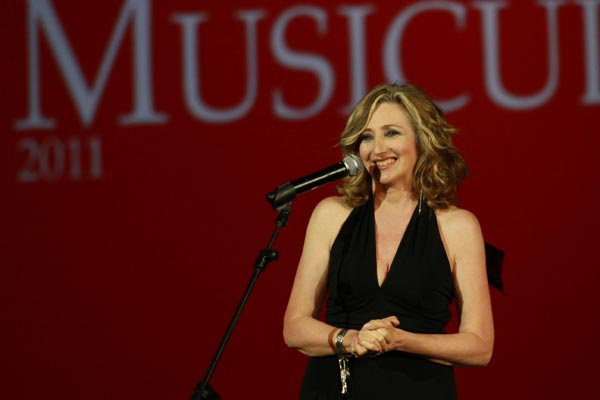
Lunetta Savino nel 2011

### Cinema
- Grog, regia di Francesco Laudadio (1981)
- Mi manda Picone, regia di Nanni Loy (1983)
- Chi mi aiuta?, regia di Valerio Zecca (1985)
- Terra di mezzo, regia di Matteo Garrone (1997)
- Matrimoni, regia di Cristina Comencini (1998)
- Cucciolo, regia di Neri Parenti (1998)
- Maschi e femmine (1999)
- Liberate i pesci!, regia di Cristina Comencini (2000)
- Se fossi in te, regia di Giulio Manfredonia (2001)
- W la scimmia, regia di Marco Colli (2002)
- Amore con la S maiuscola, regia di Paolo Costella (2002)
- Sono stato negro pure io, regia di Giulio Manfredonia (2002)
- Mai + come prima, regia di Giacomo Campiotti (2005)
- Saturno contro, regia di Ferzan Özpetek (2007)
- Il figlio della luna, regia di Gianfranco Albano (2007)
- Oggi sposi, regia di Luca Lucini (2009)
- Mine vaganti, regia di Ferzan Özpetek (2010)
- Bar Sport, regia di Massimo Martelli (2011)
- Tutto tutto niente niente, regia di Giulio Manfredonia (2012)
- Fiabeschi torna a casa, regia di Max Mazzotta (2013)
- Scusate se esisto!, regia di Riccardo Milani (2014)
- Io, Arlecchino, regia di Giorgio Pasotti (2015)
- Amici come prima, regia di Christian De Sica (2018)
- Croce e delizia, regia di Simone Godano (2019)
- Rosa, regia di Katja Colja (2019)
- My Soul Summer, regia di Fabio Mollo (2022)
- Io e mio fratello, regia di Luca Lucini (2023)
- Diamanti, regia di Ferzan Özpetek (2024)

### Televisione
- Le storie di Mozziconi – serie TV, episodio 1x13 (1983)
- Aeroporto internazionale – serie TV (1985)
- Un medico in famiglia – serie TV (1998-2007, 2009) (stagioni 1-5, guest 6)
- Inviati speciali – serie TV (1999-2000)
- Il bello delle donne – serie TV (2001-2002)
- Raccontami – serie TV (2006-2008)
- Il figlio della luna, regia di Gianfranco Albano – film TV (2007)
- Il coraggio di Angela, regia di Luciano Manuzzi – film TV (2008)
- Due mamme di troppo regia di Antonello Grimaldi – film TV (2008)
- L'amore non basta (quasi mai...), regia di Antonello Grimaldi – miniserie TV (2011)
- Il candidato - Zucca presidente – serie TV (2014-2015)
- Pietro Mennea - La freccia del Sud, regia di Ricky Tognazzi – miniserie TV (2015)
- Fuoriclasse – serie TV, terza stagione[10] (2015)
- È arrivata la felicità – serie TV (2015-2018)
- Felicia Impastato, regia di Gianfranco Albano – film TV (2016)
- Il fulgore di Dony, regia di Pupi Avati – film TV (2018)
- Le indagini di Lolita Lobosco – serie TV (2021-in corso)
- Studio Battaglia – serie TV (2022-2024)
- Libera – serie TV (2024)

## Teatro
- L'avventura del teatro di Vittorio Franceschi, regia di Francesco Macedonio, Nuova Scena di Blogna (1979)
- Macbeth, di William Shakespeare, regia di Egisto Marcucci con Glauco Mauri (1980)
- Cavalieri senza patria di Aphra Behn, regia di Ugo Gregoretti (1982)
- Una morale da cani di Frank Wedekind, regia di Giancarlo Sammartano (1983)
- Il mercante di Venezia, di William Shakespeare, regia di Franco Ricordi (1984)
- Non è vero... ma ci credo, di Peppino De Filippo, regia di Luigi De Filippo (1984)
- Come finì don Ferdinando Ruoppolo, testo e regia di Peppino De Filippo (1986)
- L'ultimo treno di Chiem van Houweninge, regia di Francesco Capitano (1987)
- Sorelle Materassi, di Fabio Storelli, regia di Maria Antonietta Romano (1988)
- Un brutto difetto, di Eduardo Scarpetta, regia di Mario Scarpetta (1992)
- Medea 24, femmena d'onore, testo e regia di Antonio Capuano (1994)
- Prova orale per membri esterni, testo e regia di Claudio Grimaldi (1995)
- Il padre, il sorcio e lo spirito santo, di Giuseppe Rocca, regia di Riccardo Zinna, Veroli (1995)
- Vergine devi essere mia, di Marco Zannoni (1997)
- I monologhi della vagina, di Eve Ensler, regia di Emanuela Giordano (2001)
- California Suite, di Neil Simon, regia di Nora Venturini, con Neri Marcorè (2002)
- Tina fai presto, tragedia comica per donna sola testo e regia di Massimo Andrei (2003)
- Casa di bambola - L'altra Nora, di Leo Muscato, regia di Leo Muscato (2007)
- 45 giri di parole d'amore, testi e regia di Giuseppe Di Leva, Borgio Verezzi (2008)
- Libere, di Cristina Comencini, regia di Francesca Comencini (2010)
- Bene mio e core mio, di Eduardo De Filippo, regia di Bruno Colella (2010)
- La Passion Predominante, con Paolo Bessegato (2011)
- Due di noi, di Michael Frayn, regia di Leo Muscato (2012)
- Intrattenimento violento, testo e regia di Eleonora Danco (2012)
- Tante facce nella memoria, di Mia Benedetta e Francesca Comencini, regia di Francesca Comencini (2015)
- Grande guignol all'italiana di Vittorio Franceschi, regia di Alessandro D'Alatri (2015)
- La controra, testo e regia di Pierfrancesco Favino e Paolo Sassanelli (2016)
- Il penitente di David Mamet, regia di Luca Barbareschi (2017)
- Non farmi perdere tempo, tragedia comica per donna destinata alle lacrime, testo e regia di Massimo Andrei (2019)
- Da Medea a Medea, di Euripide e Antonio Tarantino, regia di Fabrizio Arcuri, Teatro Greco di Siracusa (2020)
- La madre, di Florian Zeller, regia di Marcello Cotugno (2023)

## Programmi televisivi
- Mi manda Lubrano (Rai 3, 1991-1992)
- Gelato al limone (Rai 1, 1996)
- Todo cambia (Rai 3, 2019)

## Riconoscimenti
- David di Donatello
  - 1999 – Candidatura alla migliore attrice non protagonista per Matrimoni
  - 2020 – Candidatura alla migliore attrice protagonista per Rosa[14]
- Nastro d'argento
  - 1999 – Candidatura alla migliore attrice non protagonista per Matrimoni
  - 2000 – Candidatura alla migliore attrice non protagonista per Liberate i pesci!
  - 2010 – Migliore attrice non protagonista per Mine vaganti
  - 2014 – Migliore attrice di cortometraggio per La fuga
  - 2020 – Candidatura alla migliore attrice protagonista per Rosa
- Nastri d'argento - Grandi Serie
  - 2022 – Nastro d'argento speciale per Studio Battaglia[15]
  - 2025 – Candidatura alla miglior attrice protagonista per Libera[16]
- Premio Flaiano
  - 2008 – Migliore attrice per Il coraggio di Angela
  - 2015 – Migliore attrice per Pietro Mennea - La freccia del Sud
  - 2020 – Candidatura alla migliore attrice per Rosa
- Ciak d'oro
  - 2000 – Candidatura alla migliore attrice non protagonista per Liberate i pesci!
- Ciak d'oro Serie tv
  - 2023 – Candidatura alla migliore attrice protagonista italiana per Studio Battaglia[17]
- Premio Gassman
  - 2007 – Migliore attrice per Mine vaganti
- Premio Arechi d'oro 
  - 2001 – Miglior attrice per Il bello delle donne
- Pietro Germi
  - 2010 – Premio alla carriera
- Ghigni d'oro
  - 2007 – Candidatura alla migliore attrice per Mine vaganti
  - 2015 – Candidatura al miglior personaggio TV per È arrivata la felicità
- Premio Arechi d'oro 
  - 2001 – Miglior attrice per Il bello delle donne
- Premio Apollonio
  - 2016
- Premio "Penisola Sorrentina Arturo Esposito"
  - 2020

## Opere
- Giulia Lunetta Savino, Il buffone e il poveruomo. Il teatro di Peppino De Filippo, Bari, Edizioni Dedalo, 1990. ISBN 978-8822061065
- Lunetta Savino, la riCettina, ovvero le ricette veloci veloci, Roma, Rai Libri, 2001. ISBN 9788839710963